# 우조 (술)

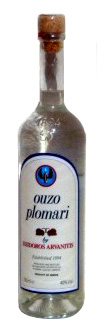
우조

우조(그리스어: ούζο)는 그리스와 키프로스에서 널리 마시는 아니스 향의 식전용 술이다. 유사한 식전용 술으로는 아르메니아의 오기, 프랑스의 파스티스, 레반트의 아라크, 터키의 라키 등이 있으며, 유사한 아니스 향의 술으로는 이탈리아의 삼부카, 스페인 빌바오의 파차란, 프랑스의 압생트, 그리스 히오스 섬의 마스티카 변종 등이 있다. 우조는 얼음 없이 마시거나, 물과 섞어서 마신다.

## 같이 보기
- 그리스 요리
- 라크 (술)